# Ross Clarke-Jones
Ross Clarke-Jones (6 de junho de 1966) é um surfista Australiano de ondas grandes Ele veio originalmente de Terrigal, na Costa Central, da Nova Gales do Sul, Austrália , onde ele gostava de surfar Terrigal Haven, um ponto de ruptura que produz raras ondas com duração de até 300 metros em um grande swell.
Conhecido também como "Dark Bones" e "RCJ", Clarke-Jones é conhecido por seu amor de ondas enormes, e junto com parceiro de reboque Tony Ray tem tomado algumas das maiores ondas já tentadas. Em 28 de janeiro de 1998, os dois faziam parte de um pequeno grupo de surfistas que montou umas gigantescas onda no Outside Cabins na costa norte de Oahu, no Havaí. As paredes das ondas eram algo entre 50 e 80 metros. Outros surfistas estavam lá, incluído Noah Johnson, Aaron Lambert, Cheyne Horan, Dan Moore, e outros. Clarke-Jones e Ray tiveram um momento memorável, quando ambos ski e surfista foram capturados e atacada por uma onda de  60 pés, derrubando-los para a água com enorme força.
Clarke-Jones é o convidado perene  para o concurso Quiksilver Eddie Aikau Big Wave realizado em Waimea Bay e, no mínimo, 20'-25' pés de surfe. Em 2000/2001, ele ganhou o Eddie, tornando-se o primeiro não Havaiano a fazê-lo. Ele continua a procurar ondas grandes de emoções no Havaí, Austrália, Califórnia, Tasmânia, África do Sul, e Europa.
Ele é conhecido para o surfe, Shipsterns Bluff, Cow Bombie, e Pedra Branca.

## Storm Surfers 3D
Em 14 de agosto de 2012,  com um orçamento de seis milhões de dólares de, foi produzido e lançado o documentário intitulado Storm Surfers 3D, com Clarke-Jones a ser o foco principal ao lado dos seus colegas surfista Tom Carroll. O filme focado em espetacular ondas de tow-in surfe no Grande Oceano do Sul em Cow Bombie, Ship Stern, The South Coast Bombie, e a Turtle Dove. As estreias foram em Toronto, nos dias 9, 11, 15 e 16 de setembro de 2012; em  San Sebastian em 20 e 28 de setembro de 2012; em Santa Bárbara em 27 janeiro – 3 fevereiro de 2013; em San Luis Obispo , em 7 de Março de 2013; e finalmente em Honolulu, nos dias 10-27 de abril de 2013.